# SG Leipzig-Süden Vorstadt
Die SG Leipzig-Süden Vorstadt war ein Fußballverein in der DDR mit Sitz in der heutigen sächsischen Stadt Leipzig.

## Geschichte
Ob der Verein einen Vorgängerverein hatte oder 1945 komplett neu entstanden ist, ist nicht bekannt. Unter dem Namen Vorstadt spielte aber in den 1930er Jahren ein Verein als TV Leipzig Südvorstadt. In der Spielzeit 1945/46 platzierte sich die Mannschaft in der regional ausgetragenen Stadtklasse Leipzig mit 17:11 Punkten auf dem dritten Platz. In der Spielzeit Folgespielzeit, war noch einmal der vierte, nach der Runde 1947/48 jedoch nur noch der siebte Platz drin. Später in der einmalig ausgetragenen, zweitklassigen Landesmeisterschaft Sachsen 1948/49 belegte man im Bezirk Leipzig mit 16:34 Punkten den 20. Platz nach 25 gespielten Partien. Zu dieser spielt der Verein auf der sogenannten Märchenwiese Südlich der Zwickauer Straße. Später benannte man sich in SG Leipzig-Süden Stadt um und zog auf den Sportplatz Teichstraße. Im Jahr 1970 wurde der Verein wohl aufgelöst.